# 林肯 (威斯康星州伍德县)
林肯，为美国威斯康星州伍德县的一个镇，总人口1,554（2000年），总面积88.7km²，其中陆地面积88.6km²。
无建制社区贝克维尔也位于该镇境内。